# Ridgecrest (Califòrnia)
Ridgecrest és una població dels Estats Units a l'estat de Califòrnia. Segons el cens del 2008 tenia 30.151 habitants.

## Demografia
Segons el cens del 2000, Ridgecrest tenia 24.927 habitants, 9.826 habitatges, i 6.691 famílies. La densitat de població era de 455,5 habitants/km².
Dels 9.826 habitatges en un 35% hi vivien nens de menys de 18 anys, en un 52,2% hi vivien parelles casades, en un 11,5% dones solteres, i en un 31,9% no eren unitats familiars. En el 27,6% dels habitatges hi vivien persones soles el 8,6% de les quals corresponia a persones de 65 anys o més que vivien soles. El nombre mitjà de persones vivint en cada habitatge era de 2,51 i el nombre mitjà de persones que vivien en cada família era de 3,06.
Per edats la població es repartia de la següent manera: un 29,1% tenia menys de 18 anys, un 8,5% entre 18 i 24, un 28,1% entre 25 i 44, un 23% de 45 a 60 i un 11,3% 65 anys o més.
L'edat mediana era de 36 anys. Per cada 100 dones de 18 o més anys hi havia 97,9 homes.
La renda mediana per habitatge era de 44.971 $ i la renda mediana per família de 52.725 $. Els homes tenien una renda mediana de 46.993 $ mentre que les dones 29.558 $. La renda per capita de la població era de 21.312 $. Entorn del 10,2% de les famílies i el 12,3% de la població estaven per davall del llindar de pobresa.

## Poblacions més properes
El següent diagrama mostra les poblacions més properes.